# Гримсон, Сэмюэл Дин
Сэмюэл Дин Гримсон (англ. Samuel Dean Grimson; 1842, Лондон — 7 апреля 1922) — английский скрипач.

## Биография
Учился в Королевском политехническом институте. Опубликовал учебное пособие «Первая книга для игры на скрипке» (англ. A First Book for the Violin; 1881). Наиболее известен как отец и наставник многочисленного музыкального семейства: вместе с семерыми детьми выступал в 1890-е гг. как камерный ансамбль (октет) «Семья Гримсонов» (англ. Grimson Family), играя на альте. Британская пресса оценивала концерты семейного октета не только как занятное происшествие, но и как образец успешного музицирования.
Три старшие дочери Гримсона, Энни, Эми и Джесси, стали профессиональными музыкантами, а старший сын Сэмюэл Бонейриус Гримсон (1879—1955), изобретатель, в соавторстве с Сесилом Форсайтом написал учебное пособие «Современная игра на скрипке» (англ. Modern violin-playing; 1920) и был женат первым браком на скульпторе Мальвине Хофман (которой помогал при работе над её самой известной серией «Человеческие расы»), а вторым браком — на психиатре Беттине Варбург, дочери Пола Варбурга.